# Blok sudecki

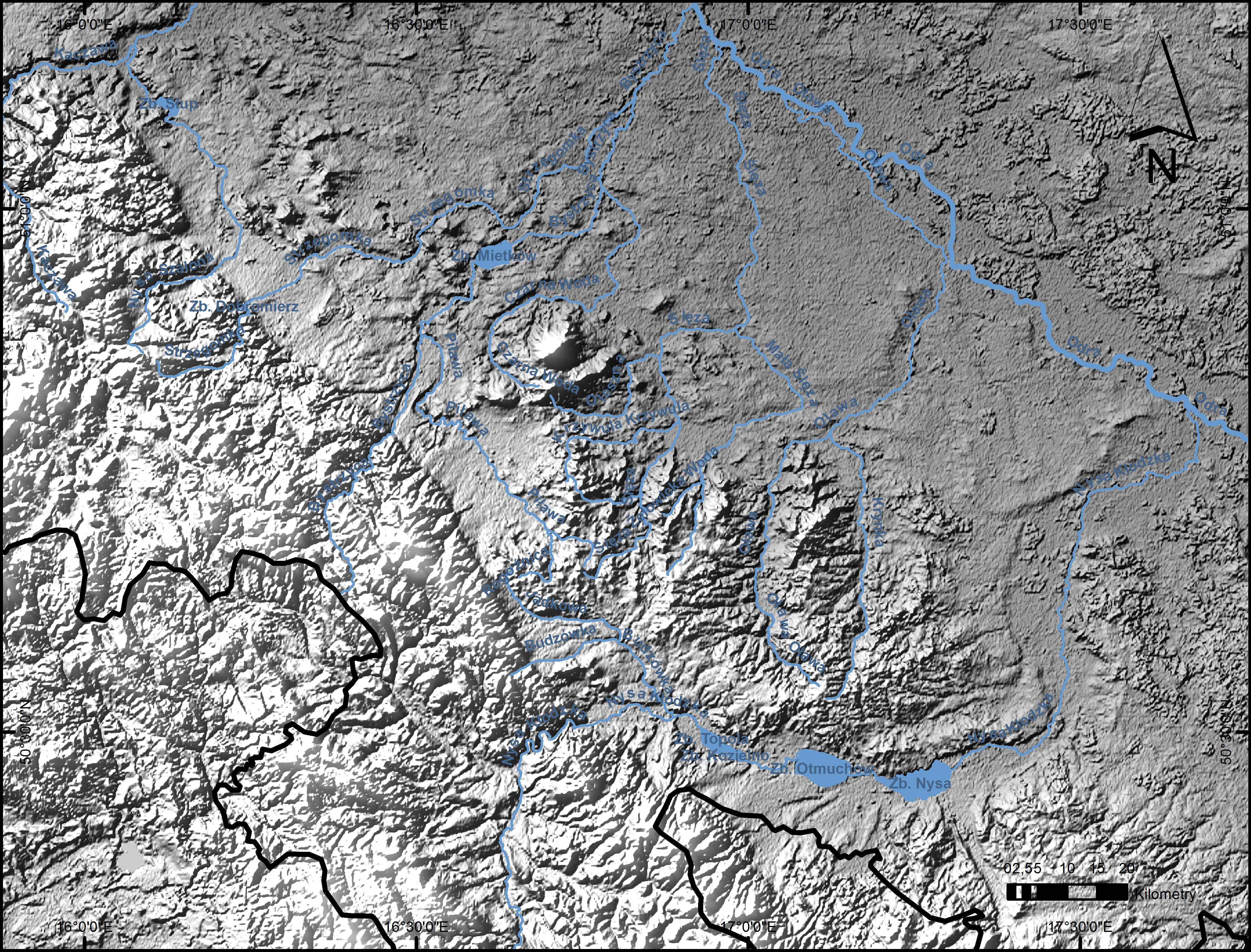
Bolk sudecki, obszar na południowy zachód od linii uskoku brzeżnego biegnącej od lewego górnego rogu zdjęcia, skośnie w dół.

Blok sudecki (Sudety) – jednostka geologiczna w południowo-zachodniej Polsce, południowa, podniesiona część bloku dolnośląskiego .
Blok dolnośląski jest najdalej na północ wysuniętą częścią Masywu Czeskiego.
Od północy blok sudecki graniczy z blokiem przedsudeckim linią uskoku sudeckiego brzeżnego; od południa z Płytą Czeską; od zachodu graniczy z Rudawami; od wschodu ze strefą śląsko-morawską. Zbudowany głównie ze skał metamorficznych, w mniejszej ilości występują skały magmowe, zarówno głębinowe, jak i wulkaniczne oraz skały osadowe. Wiek skał metamorficznych jest nadal problematyczny, generalnie przyjmuje się, że jest to późny proterozoik do dewonu, nie licząc skał przeobrażonych kontaktowo. Skały magmowe (niezmienione) pochodzą z karbonu, permu i trzeciorzędu, nie licząc skał żyłowych mezozoicznych. Skały osadowe powstały od dewonu do górnej kredy. Na starszym podłożu zalegają nieciągłe pokrywy i płaty skał kenozoicznych aż do holocenu  .
Ma budowę mozaikową. W obrębie bloku sudeckiego wyróżnia się następujące, mniejsze jednostki (część z nich kontynuuje się na obszarze bloku przedsudeckiego): blok karkonosko-izerski, nieckę północnosudecką, metamorfik kaczawski, nieckę śródsudecką, depresję Świebodzic, blok sowiogórski, strukturę bardzką, masyw gabrowo-diabazowy Nowej Rudy, metamorfik kłodzki, metamorfik bystrzycko-orlicki, masyw kudowski, rów górnej Nysy Kłodzkiej, masyw kłodzko-złotostocki, metamorfik Lądka i Śnieżnika, strefę Starego Miasta. Na obszarze Czech występują: niecka podkarkonoska, jednostka Velkého  Vrbna, jednostka Brannej, kopuła Keprnika, kopuła Desny, warstwy vrbneńskie, masyw Żulowej, masyw Jeseníka, masyw Sobotína, kulm wschodniosudecki (strefa morawsko-śląska). 
Od bloku przedsudeckiego został oddzielony dopiero w czasie orogenezy alpejskiej .
Geograficznie obejmuje prawie całe Sudety, poza częścią Sudetów Wschodnich .